# Herkul (ozvezdje)
Herkul (latinsko Hercules) je drugo največje od 88 sodobnih ozvezdij, ki jih je priznala Mednarodna astronomska zveza. Bilo je tudi eno od Ptolemejevih 48 ozvezdij. Je ozvezdje severne nebesne poloble in se imenuje po rimskem imenu (Herkul) grškega junaka Herakleja.